# NGC 394
NGC 394 is een lensvormig sterrenstelsel in het sterrenbeeld Vissen. Het hemelobject ligt ongeveer 182 miljoen lichtjaar van de Aarde verwijderd en werd op 26 oktober 1854 ontdekt door de Ierse astronoom William Parsons.

## Synoniemen
- PGC 4049
- MCG 5-3-63
- ZWG 501.95
- ARAK 30